# Quercus pyrenaica
Quercus pyrenaica Willd. – gatunek rośliny z rodziny bukowatych (Fagaceae Dumort.). Występuje naturalnie w Maroku, Portugalii, Hiszpanii oraz południowej Francji. Rośnie między innymi w Pirenejach oraz Sierra de Guadarrama. 

## Morfologia

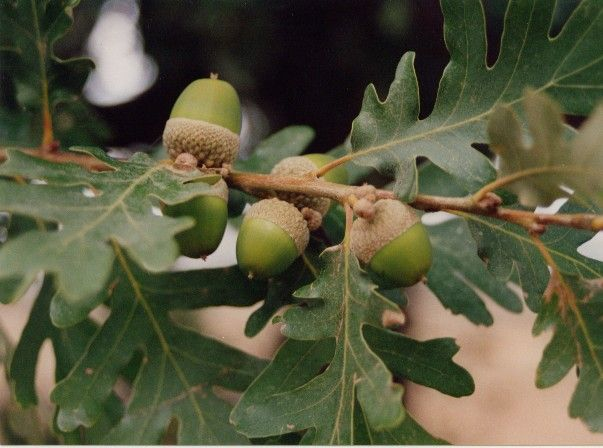
Żołędzie

PokrójZrzucające liście drzewo dorastające do 40 m wysokości. Korona jest okrągła. Pień osiąga 0,8 m średnicy. Kora ma brązowoczarną barwę, jest spękana.
LiścieBlaszka liściowa jest omszona od spodu i ma odwrotnie jajowato zaokrąglony kształt. Mierzy 8–20 cm długości oraz 4–12 cm szerokości, jest 5–7-klapowana na brzegu, ma klinową nasadę i spiczasty wierzchołek. Mają 4–9 par nerwów drugorzędnych rozchodzących się pod kątem co najmniej 37° od nerwu głównego. Ogonek liściowy jest gęsto owłosiony i ma 8–20 mm długości.
KwiatySą rozdzielnopłciowe, zebrane w kotki. Kwiaty męskie są liczne, długie (3–8 cm długości) i mają jaskrawożółtą barwę. Kwiaty żeńskie są krótkie, zebrane po kilka.
OwoceOrzechy zwane żołędziami o owalnym kształcie, dorastają do 15–30 mm długości, siedzące lub po 2–4 na szypułkach o długości 3 cm. Osadzone są pojedynczo w owłosionych miseczkach w kształcie kubka. Orzechy otulone są w miseczkach do połowy ich długości.
Gatunki podobneRoślina jest podobna do dębu szypułkowego (Q. robur), od którego różni się dłuższą blaszką liściową z nieco puszyście omszoną górną powierzchnią.

## Biologia i ekologia
Rośnie w lasach. Występuje na wysokości do 2000 m n.p.m. Kwitnie w maju, natomiast owoce dojrzewają od października do listopada w tym samym roku. Preferuje gleby o kwaśnym odczynie.